# Новозолотовское сельское поселение
Новозолотовское сельское поселение — муниципальное образование в Семикаракорском районе Ростовской области.
Административный центр поселения — станица Новозолотовская.

## Административное устройство
В состав Новозолотовского сельского поселения входят:
- станица Новозолотовская;
- хутор Чебачий.

## Население
| 2010  | 2012  | 2013  | 2014  | 2015  | 2016  | 2017  |
| ----- | ----- | ----- | ----- | ----- | ----- | ----- |
| 3092  | ↘3079 | ↘3063 | ↘3046 | ↘3006 | ↘2978 | ↗2983 |
| 2018  | 2019  | 2020  | 2021  |       |       |       |
| ↘2975 | ↘2948 | ↘2933 | ↘2895 |       |       |       |